# Anders Nilsson (chefredaktör)
Erik Anders Peter Nilsson, född 31 maj 1963 i Kisa församling i Östergötlands län, är en svensk journalist och chefredaktör.

## Karriär
Efter avslutade studier började Nilsson som reporter på Vimmerby Tidning i Hultsfred, innan han 1985 fick anställning som reporter på Östgöta Correspondenten. Mellan 1994 och 1998 var Nilsson chef för Östgöta Correspondentens satsning i Motala och Vadstena.
År 1998 började Nilsson arbeta som nyhetschef på huvudredaktionen i Linköping och mellan 2000 och 2009 arbetade han som redaktionschef och ställföreträdande ansvarig utgivare på Östgöta Correspondenten. 2006 utsågs Östgöta Correspondenten till "Årets redaktion" och 2007 till "Årets Dagstidning".
Under åren 2009-2015 arbetade Nilsson som publisher och ansvarig utgivare för mediehuset Norrköpings Tidningar. 2011 utsågs Norrköpings Tidningar till "Årets Dagstidning".
Från 2016 arbetar Anders Nilsson som chefredaktör och ansvarig utgivare på Nerikes Allehanda i Örebro. 2017 utsågs Nerikes Allehanda till "Årets Dagstidning". 2022 utsågs Nerikes Allehanda till "Årets redaktion".
Anders Nilsson är yngre bror till skådespelerskan Inger Nilsson och son till Kisaprofilen Bertil Nilsson.